# Joachim Périon
Joachim Périon, O.S.B. (Cormery, 1498 o 1499 – Cormery, 1559), è stato un umanista, filologo e traduttore francese.

## Biografia
Joachim Périon entrò nell'Ordine Benedettino il 22 agosto 1517 e divenne un monaco dell'Abbazia di San Paolo a Cormery. Nel 1542 ottenne un dottorato in teologia all'Università di Parigi. Nel 1543 fu nominato membro della commissione regia incaricata di esaminare le opere del filosofo antiaristotelico Pietro Ramo del quale fu un acerrimo oppositore. Périon fu tra i principali oppositori anche dei seguaci di Ramo come Roger Ascham. Criticò duramente l'opera di Pietro Aretino, che considerava immorale. Nel 1544 fu nominato traduttore regio. 

## Opere
Périon è con Denis Lambin e Adrien Turnèbe, uno dei traduttori del corpus aristotelico che adottarono il metodo filologico importato dall'Italia e introdotto da Leonardo Bruni, che si ispirava al latino ciceroniano, rifiutando le traduzioni letterali (Verbum de verbo). Secondo Charles B. Schmitt, "questa iniziativa ha creato un movimento intenzionato a produrre un Aristotele umanistico, un movimento che probabilmente raggiunse il suo apice con Joachim Périon, intorno al quale svilupperà una notevole letteratura polemica".  A Périon è stato riconosciuto un grande senso filologico e le sue eleganti traduzioni furono spesso ristampate nel XVI secolo, nonostante una certa mancanza di precisione. Questo spiega perché le traduzioni furono accompagnate quasi sistematicamente dai commenti di Nicolas de Grouchy.
Nelle sue traduzioni (tutte greco-latino) e nei suoi commenti di Aristotele Périon rifiutò qualsiasi influenza averroista.
Périon tradusse anche varie opere patristiche tra le quali l'Esamerone di San Basilio e il Corpus Dionysianum. 

### Traduzioni di Aristotele
- Aristotelis logica ex accurata recognitione Nicolai Gruchii ad Ioachimi Perionii et suam interpretationem... (avec Nicolas Grouchy), Paris, 1567
- Meteorologicorum libri quatuor
- (LA) Aristotele, De animo, traduzione di Joachim Périon, Parigi, apud Thomam Richardum, sub bibliis aureis, e regione Collegij Remensis, 1550. URL consultato il 9 dicembre 2019.
- De animalium motu
- De coelo
- Ethica Nicomachea avec en préambule, De optimo genere interpretandi, Paris, 1540
- De ortu et interitu
- (LA) Aristotele, Metaphysica, traduzione di Joachim Périon, Lione, apud Antonium Vincentium, 1560. URL consultato il 9 dicembre 2019.
- Meteora
- Aristotelis libelli qui Parva naturalia vulgo appellantur..., Paris, 1550
- Physica, 1549
- Politica, 1542

### Altre opere
- (LA) Joachim Périon, Dialogorum de linguae Gallicae origine, eiusque cum Graeca cognatione, Parigi, apud Thomam Richardum, sub bibliis aureis, e regione Collegij Remensis, 1554. URL consultato il 9 dicembre 2019.
- (LA) Joachim Périon, Ad Henricum Galliae regem clarissimum ac potentissimum, caeterosque Christianae religionis principes, in Petrum Aretinum oratio, Parigi, Guingant, 1551. URL consultato il 9 dicembre 2019.
- Dionysii Areopagitae, Opera omnia ecc. Quae omnia a Ioachimo Perionio Benedictino Cormoeriaceno ecc. conversa sunt ecc. Lutetiae Parisiorum, apud Robertum Foüet ecc., M.D.XCVIII, car. 53r.